# Бертиноро
Бертино́ро (итал. Bertinoro) —  коммуна в Италии, располагается в области Эмилия-Романья, подчиняется административному центру Форли-Чезена.
Население составляет  10 947  человек (31-12-2017), плотность населения составляет 191,21 чел./км². Занимает площадь 57,25 км². Почтовый индекс — 47032. Телефонный код — 0543.
Покровительницей коммуны почитается святая Екатерина Александрийская. Праздник ежегодно празднуется 25 ноября.
Между Бертиноро и Браччано находится горы Маджо, исток реки Бевано.

## Города-побратимы
- Але, Швеция
- Кауфунген, Германия
- Будешти, Молдова

## Примечание
1. ↑  Statistiche demografiche ISTAT. demo.istat.it. Дата обращения: 6 ноября 2019. Архивировано из оригинала 16 июля 2018 года.